# 제4의무경찰국

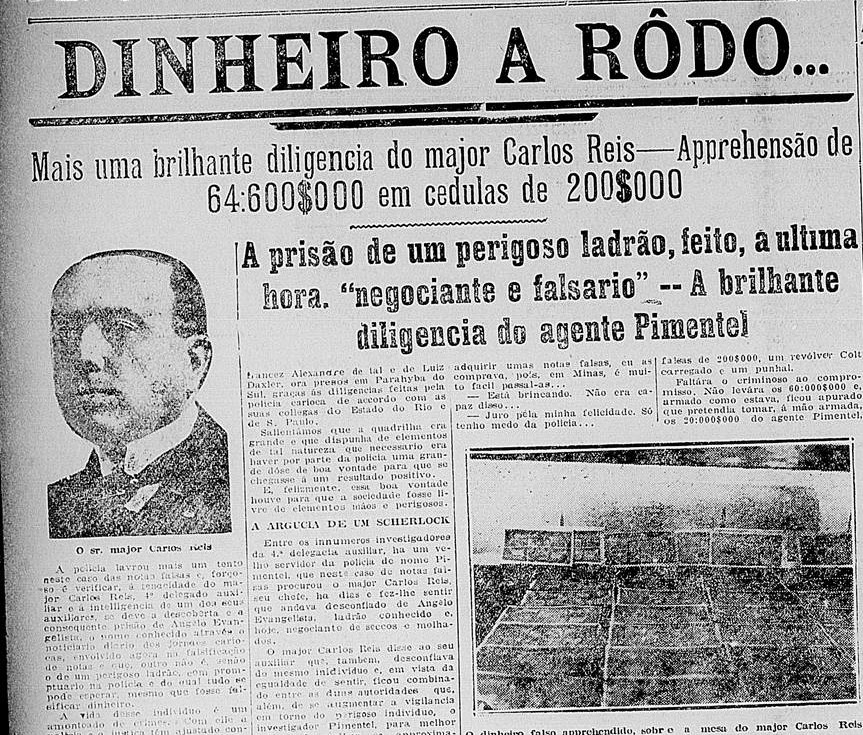
1924년 6월 제4의무경찰국장 카를루스 헤이스 소령이 위조지폐를 압수했다는 내용을 보도한 신문 기사

제4의무경찰국(브라질 포르투갈어: 4.ª Delegacia Auxiliar)은 1922년부터 1933년까지 연방구 민경 소속으로 리우데자네이루에서 활동했던 브라질의 비밀경찰 조직이다. 연방구 경찰청장과 법무부의 관할 하에 중앙 경찰청에 본부를 두었으며, 정치적으로는 대통령 군사 내각의 지휘를 받았다. 관할권은 연방구에 한정되었지만, 수사관들은 다른 주와 해외에서도 활동할 수 있었다. 수사 및 공공 보안 감찰국(1920년)의 후신이자 정치사회보안특수대표단(DESPS, 1933년)의 전신인 제4경찰청은 리우데자네이루의 정치사회질서부(DOPS)의 전신이었으며, 다른 주에 설립된 유사 조직의 모델이 되었다.
이 부서는 다른 보조 및 지역 경찰청과 차별화되는 전문 경찰력을 보유하고 있었다. 사회 질서 및 공공 보안, 정치 보안, 폭발물·무기·탄약 감독 등 세 개의 역할이 정치 경찰 기능을 수행했지만, 정치 감시가 유일한 임무는 아니었다. 정치 집단을 감시하는 것은 경찰에게 새로운 일이 아니었지만, 제도화는 비교적 최근의 일이었다. 이 청의 주요 활동은 잠입 요원, 정보원, 도청, 공공장소, 직장, 주택에서 용의자를 감시하는 것을 통한 정보 수집이었다. 이로 인해 방대한 양의 보고서와 통계가 생성되었으며, 이는 다른 국가 기관과 체계적으로 공유되었다. 또한 요원들은 체포를 수행했으며, 구금 시설은 수감자들을 교도소로 이송하기 전에 수용했고, 그곳에서 수감자들은 수도에서 추방될 수도 있었다.
이 조직의 설립에 대한 직접적인 이유는 테넨티스트 운동의 부상이었는데, 이는 브라질 제1공화국 정부를 일련의 군사 음모로부터 보호할 기관의 필요성을 야기했다. 정치 경찰 덕분에 많은 음모가 반란으로 확대되기 전에 해체되었다. 유사한 경찰 재편성은 1917년–1923년 혁명에 대응하여 다른 나라에서도 일어나고 있었다. 제4의무경찰국의 요원들은 군인, 정치 엘리트 구성원, 아나키스트, 공산주의자, 일반 범죄자들을 표적으로 삼았다. 아르투르 다 시우바 베르나지스 대통령 재임 기간(1922년–1926년)의 장기간 비상사태 동안 대부분의 기간 동안 국장은 카를루스 헤이스 소령이었는데, 그의 재임 기간 동안 교도소는 과밀화되었고, 경찰은 고문과 심지어 구금자 살해(대표적으로 콘라도 니메이이르 사건) 혐의를 받았다. 1932년 입헌주의 혁명 이전과 그 기간 동안 제4의무경찰국은 제툴리우 바르가스 정부에 반대하는 음모자들과 선전가들을 박해했다.

## 설립
아르투르 다 시우바 베르나지스 대통령은 취임 5일 후인 1922년 11월 20일에 연방구 민경 재편성 법령에 서명했다. 다른 조치들 중에서 이 법령은 경찰청장이 법학 졸업자여야 한다는 요구사항을 폐지하고, 신원 확인 및 통계 사무소, 법의학 서비스, 수사 및 체포 부서를 법무내무부에 종속시키고, 민경 아카데미 설립을 제안했으며, 수사 및 공공 보안 감찰국을 제4의무경찰국으로 전환했다.
1920년 에피타시우 페소아 행정부 시기에 설립된 수사 및 공공 보안 감찰국은 정치 체제를 보존하기 위해 공식적으로 설립된 최초의 경찰 기관이었다. 그 주된 조직은 사회 질서 및 공공 보안이었는데, 이는 세 명의 보조 감찰관 휘하에 있던 다른 조직들과 달리 감찰관에게 직접 보고했다. 이 조직은 이미 감찰국의 전신인 수사 및 공공 보안대 내에 존재했다. 정부에 정치적 반대자에 대한 정보를 제공하는 것은 오래된 경찰 기능이지만, 브라질에서 공식적으로 제도화되기까지는 시간이 걸렸다. "정치 경찰"이라는 용어는 1900년 브라질 법규에 경찰청장의 책임으로 처음 등장했지만, 이 목적을 위한 전담 조직은 설립되지 않았다.
처음에는 1917년에 1명의 국장과 7명의 요원으로 작았지만, 사회 질서 및 공공 보안 조직은 지속적으로 중요성이 커졌다. 노동자들 사이의 아나르코생디칼리슴적 선동은 1917년~1919년 파업 동안 절정에 달했고, 정치 경찰 활동은 처음에는 이러한 환경을 감시하기 위해 발전했으며 나중에는 엘리트 반대 세력을 포함하도록 확대되었다. 해외에서는 주요 유럽 국가들이 1917년-1923년 혁명에 대응하여 정치 경찰력을 조직하고 있었다. 국가 안보의 재편은 국제적인 추세였으며, 회의와 국제 경찰 협정을 통해 구체화되었다. 1920년 2월 29일, 감찰국 규정이 관보에 게재된 지 이틀 후, 브라질은 국제연맹의 후원 아래 아르헨티나, 볼리비아, 칠레, 파라과이, 우루과이, 페루와 "무정부적 행위"에 대한 정보 교환을 위한 조약을 체결했다. 나중에 1926년, 제4의무경찰국장은 법무부의 임무로 스위스, 독일, 프랑스 및 기타 유럽 국가들을 방문하여 공산주의에 대한 현지 경찰 조치를 관찰했다.
경찰의 재편은 기관 현대화와 권력자 보호라는 두 가지 요구에 부응했다. 이는 전문화 경향을 반영하여 지역 경찰서가 중앙 경찰 조직에 비해 성장하게 되었다. 정치적으로는 군사 반란이 정치 경찰의 제도화를 촉발했다. 이 중 첫 번째는 1922년 7월 5일의 코파카바나 요새 반란으로, 베르나지스 대통령의 취임을 막으려 했다. 진압되었지만, 이는 테넨티즘으로 알려진 정권에 반대하는 군사 운동의 시작을 알렸다. 아나키스트들은 파업을 조직하고 폭탄을 설치했지만, 테넨티스트들은 중무기를 휘둘렀다. 같은 해에는 정권에 반대하는 또 다른 집단인 공산당도 등장했다. 청 설립을 위한 자금은 법무부의 1923년 예산에 포함되었다. 법에 따르면, 제4의무경찰국은 경제 위기로 인해 대부분의 정부 기관이 고정 할당량에 직면한 것과 달리 "필요한 예산"을 받게 될 것이었다.
제4의무경찰국은 각 주의 유사 조직에 모델이 되었다. 1924년, 상파울루주는 정치사회질서부(DOPS)를 설립했으며, 이 부서의 약어인 정치사회질서부는 이러한 기관의 상징이 되었다. 1927년, 미나스제라이스주는 민경 수사국을 설립했으며, 여기에는 제4의무경찰국과 매우 유사한 책임이 있는 안보 및 정치사회질서부가 포함되었다. 그러나 연방구에 제4의무경찰국을 설립한 연방 정부는 주 차원의 기관 구조화에 적극적인 역할을 하지 않았다.

## 조직

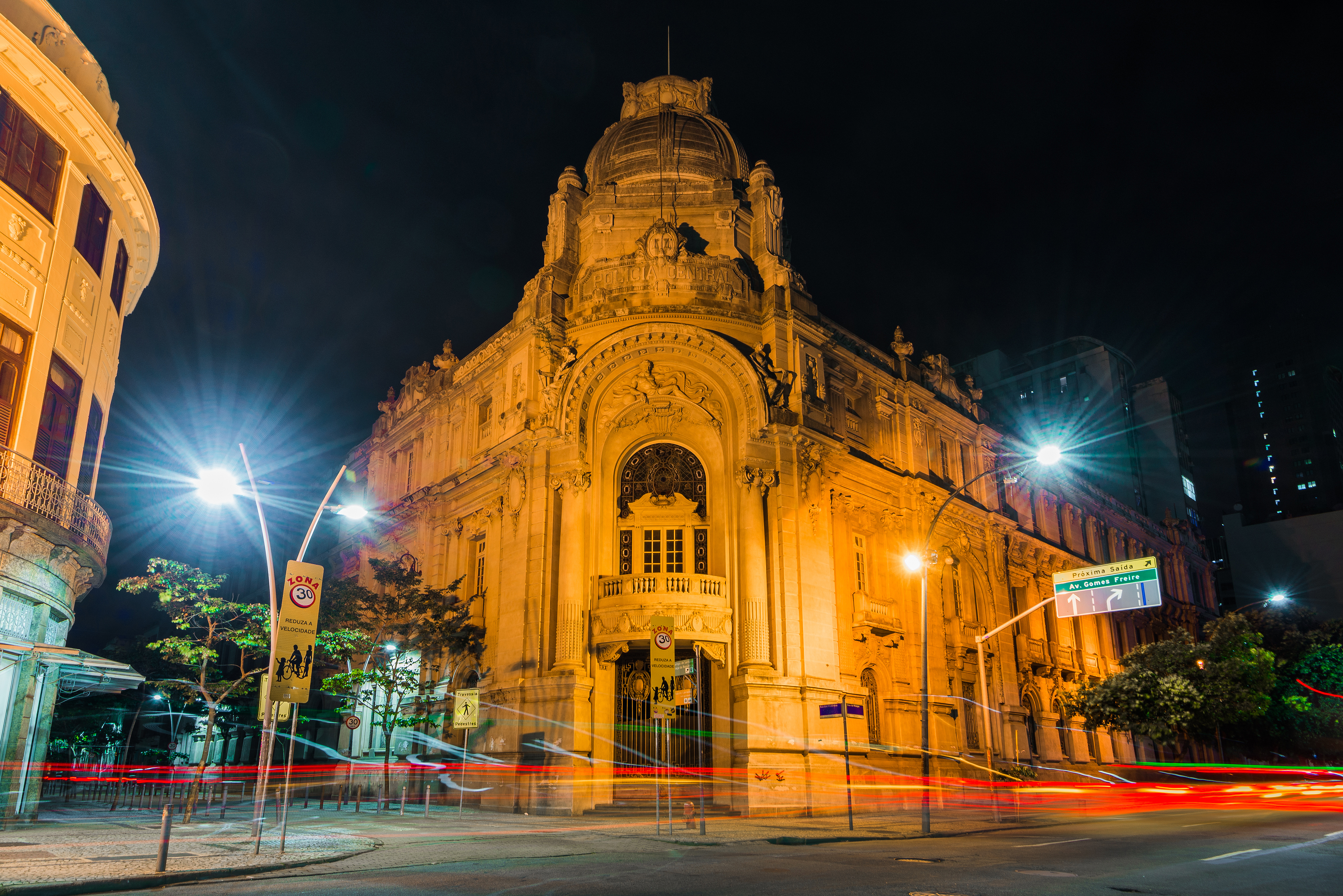
리우데자네이루의 옛 정치사회질서부 건물

제4의무경찰국은 연방구의 공안 최고 책임자인 경찰청장실도 함께 있는 중앙 경찰청 건물에서 운영되었다. 보조 경찰청장은 경찰청장이 임명했으며, 경찰청장은 다시 브라질 대통령이 임명했다. 다른 세 명의 보조 경찰청장은 변호사여야 했지만, 제4경찰청장은 군사경찰의 장교 중에서 선발될 수 있었다. 또한 임명된 자가 정부에 대한 충성심으로 알려져야 한다는 점도 중요했다. 이 청에 대한 정치적 지도는 공화국 대통령실 군사 내각에서 이루어졌다.
수사 및 공공 보안 감찰국과 나중에 제4의무경찰국 내에서 전문적이고 독특한 인력이 개발되었다. 1923년부터 1930년까지 경찰청장의 보고서에는 제4의무경찰국과 그 수사관들의 "과도한 중요성"이 언급되기도 했다. 활동의 강도, 중요성 및 복잡성은 다른 세 개의 보조 청과 차별화되었다. 1932년 보고서에는 "맡겨진 많은 서비스의 중요성과 복잡성으로 인해 다른 청보다 훨씬 더 많은 활동을 한다"고 강조했다. 법률과 법령은 내부 역학에 대한 통찰력을 거의 제공하지 않지만, 청 자체에서 생산된 보고서는 경찰청장과 청장의 결정에 따라 조직이 발전했기 때문에 더 많은 것을 드러낸다.
제4의무경찰국은 수사 및 공공 보안 감찰국으로부터 8개 조직으로 구성된 구조를 물려받았다.: 행정, 일반 기록 및 정보, 사회 질서 및 공공 안전, 개인 보안 및 특별 법률, 공공 및 사유 재산, 사기 및 위조, 일반 감시 및 운송, 그리고 체포. 폭발물, 무기 및 탄약 감독 조직은 1925년 문서에 나타나고, 정치 보안 조직은 1932년에 나타나는 반면, 일반 감시 및 운송 및 체포 조직은 1932년까지 사라졌다. 1925년부터 공증 사무실도 관찰된다.
제4의무경찰국을 설립하는 법령은 현재 없어진 수사 및 공공 보안 감찰국의 책임이나 자율성 수준을 변경하지 않았다. 그 참신함은 "보안 의제를 안내하기 위한 정보의 체계화 및 교환의 일상화"에 있었으며, 보고서 및 통계의 생산 및 저장에 상당한 주의를 기울였다. 기록 조직은 국내외 신원 확인 사무소와 정보를 교환했으며, 세 개의 조직(사회 질서 및 공공 안전, 폭발물, 무기 및 탄약 감독, 정치 보안)은 중앙 기록과 별도로 독립적인 기록을 유지했다.
모든 책임이 정치적인 것은 아니었다. 정치 경찰 업무를 특별히 담당한 조직은 사회 질서 및 공공 안전, 정치 보안, 그리고 폭발물, 무기 및 탄약 감독이었다. 정치 보안 조직이 존재했음에도 불구하고, 사회 질서 조직도 정치적 문제를 다루었다. 이러한 업무 분담에서 "노동 운동, 노동 계급 및 그들의 단체"를 감시하는 것은 정치적 문제가 아니라 사회적 문제로 간주되었다. 사회 질서 및 공공 안전 조직은 "공화국의 정치적 존재와 내부 안보를 보호하고, 질서 유지를 위한 예방 조치를 취하며, 개인 권리의 자유로운 행사를 보장하고, 무정부주의적 표현이나 형태에 대해 최대한의 경계를 유지하며, 위험한 외국인의 추방에 신속하게 대처하는 것"을 목표로 했다.
설립 10년 후, 정치 경찰의 발전은 이미 명백했지만, 그 요원들은 아직 일상적인 경찰 업무에서 분리되지 않았다. 이는 1933년에 제4의무경찰국이 정치 경찰 업무에만 전념하는 정치사회보안특수부(DESPS)로 대체되면서 비로소 이루어졌다. 정치 경찰의 진화는 제툴리우 바르가스 하의 권력 중앙집중화와 그의 행정부에 대한 정치-이념적 봉기에 대한 대응으로 계속되었다. DESPS는 결국 일련의 다른 기관들로 발전했으며, 브라질의 수도가 브라질리아로 이전된 후에는 구아나바라주의 DOPS가 되었다.

## 활동
법무부 장관과 브라질 대통령에 대한 종속성으로 인해 제4의무경찰국은 연방 기관이 되었지만, 그 관할권은 사실상 연방구였다. 브라질의 연방주의 정치 체제는 다른 주들이 자체 부서를 개발할 수 있도록 허용했으며, 이는 국가적인 정치 경찰이 주에 위협이 될 수 있었기 때문이다. 그럼에도 불구하고, 제4의무경찰국의 수사관들은 어떤 주에서도 심지어 해외에서도 활동했다. 1920년대에 이 청은 수도 외의 기관, 특히 상파울루와 협력하기 시작했으며, 다음 10년 동안 다른 경찰 기관 내에 "신원 확인 사무소"를 설립하여 정보를 교환했다.
정치 경찰의 부상은 일상적인 업무를 방해하고 지역 경찰서 소속 경찰관들과의 경쟁을 야기했다. 이웃들은 당국에 대해 나쁘게 말하거나 정치적 갈등으로 위장한 일반적인 분쟁 때문에 서로를 고발했다. 새로운 유형의 수감자와 당국이 경찰서에 나타났다. 정치적 문제는 긴장이 고조된 순간을 제외하고는 일지에 기록되지 않았다.
제4의무경찰국의 초대 국장은 카를루스 다 시우바 헤이스(브라질 포르투갈어: Carlos da Silva Reis) 소령이다. 그는 "기관총 소령"이라는 별명을 가졌으며 "냉정하고 정치적으로 능숙한 인물"로 평가받았고, 테넨티스트 운동과 아나키즘 진압에 참여했다. 그는 경찰청장 카르네이루 다 폰투라에게 보고했다. 그의 재임 기간은 오랜 비상사태와 겹쳤으며, 이는 경찰청장에게 광범위한 권한을 부여했다. 음모에 대한 두려움이 너무 커서 1925년 9월 17일, 카를루스 헤이스 자신도 치아구 바호수 육군 소령과 함께 상파울루로 여행한 것에 대해 증언하도록 소환되었다. 나흘 후 그는 프란시스쿠 샤가스로 교체되었다.
1926년 4월, 테넨티스트 위협이 가라앉고 경찰청장과 제4의무경찰국장이 교체되었다. 신임 청장은 반데이라 데 멜로 중령이었는데, 그는 이전 행정부를 비판하며 "우리나라의 정치 경찰은 진정한 수사 업무를 거의 완전히 마비시켰고, 규율을 해이하게 만드는 결과를 초래했다"고 말했다. 그는 정치 수사와 형사 수사를 구분하면서, 경찰관들이 정부에 대한 음모에 침투할 연줄이 부족했기 때문에 전자가 부적절하고 비효율적이라고 주장했다. 6개월 이내에 33명의 요원이 징계 사유로 해고되었고, 청장은 형사 사건의 44%가 해결되었다고 발표했다. 와징통 루이스 행정부(1926년-1930년) 동안 비상사태는 종료되었고 수백 명의 수감자가 석방되었다. 그러나 정치적 활동은 계속되었고, 이제는 공산주의자들에게 초점을 맞췄다.
1923년, 제4의무경찰국은 정치 범죄 용의자 16,000명의 범죄 기록을 작성했다. 정치사회질서 조직에 관한 통계는 1927년과 1928년 경찰청장 연례 보고서에 처음으로 나타났다. 이 기간 동안 경찰은 정치 및 사회 문제 2,249건, 여가 단체 1,231건, 전문 직업 단체 144건에 대한 파일을 개설했다. 이들은 1,750건의 체포를 수행했고(그 중 92건만 1928년에 발생), 125건의 "실패한 파업", 195건의 회의, 160건의 모임을 감시했으며, 461건의 비밀 감시 활동을 수행했다. 1927년에는 폭발물, 무기 및 탄약 판매 장소 220곳을 목록화했다. 1932년 한 해 동안, 이 청은 555건의 비밀 감시 서비스(잠복근무), 535건의 수사, 215건의 보안 작전, 84건의 조사, 113건의 수색 및 압수 조치, 348건의 순찰, 413건의 소환장을 수행했다. 보고서에 따르면, 이러한 업무량은 청의 제한된 인력에 과부하를 주었다.

### 수사
제4의무경찰국이 작성한 문서에서 주요 활동은 정보 수집으로 확인되었다. 첩보, 고발, 경찰 수사를 통해 국가는 정치, 군사, 노동 운동을 파악하고 심지어 예측했다. 일상적인 활동 중 하나는 감시, 즉 개인에 대한 추적이었다. 이들의 움직임은 거리, 상점, 직장, 집에서 추적될 수 있었다. 대화 시간, 발신 전화번호, 차량 번호판, 여행 가방 및 서류 가방의 유무와 같은 정보가 수집되어 감시 대상자의 네트워크를 식별할 수 있었다. 또 다른 도구는 도청이었다. 노동조합과 노동자 단체에는 제4의무경찰국이 요원을 침투시키고 정보원을 모집했다.
감시 대상자 중 한 명은 공화당 반대파의 지도자이자 1922년 대통령 선거에서 베르나지스의 경쟁자였던 닐루 페사냐 전 대통령이었다.
1924년 3월 5일에서 6일
[...] 알미란테 타만다레 거리 20번지에 거주하는 닐루 페사냐 씨는 오전에 주제 리베이루 페레이라 장군과 택시 번호 6561의 승객이었던 신사로부터 방문을 받았다. 19시에 마우리시우 데 메데이루스 씨의 방문을 받았고, 20시 10분에는 수사관에게 알려지지 않은 두 명의 신사로부터 방문을 받았다. [...]
1924년 3월 6일에서 7일
[...] 알미란테 타만다레 거리 20번지에 거주하는 닐루 페사냐 씨는 09시에 주제 리베이루 페레이라 장군과 수사관에게 알려지지 않은 두 명의 신사로부터 방문을 받았다. 장군은 09시 40분에 떠났다. 오후에는 아르투르 코스타 씨, 모데스투 레알 씨, 주앙 로렌수 씨, 그리고 다른 두 명으로부터 방문을 받았다. 19시에는 마노엘 헤이스 씨와 다시 한번 아르투르 코스타 씨로부터 방문을 받았다. [...]

폰투라 원수마저도 경찰청장 자리에서 물러난 후 그의 집이 감시당했다. 군인은 특히 감시하기 어려운 집단이었고, 그들 중 여러 명이 정보원으로 모집되었다. 카르네이루 다 폰투라는 시민 요원으로 위장하여 비밀리에 활동하는 하사관 집단을 청에 통합했다. 이 "비밀 요원"들은 프레스치스 부대와의 전투 노력을 방해하던 테넨티스트 운동에 동조하는 장교들을 감시했다.
감시 대상자들의 일반적인 회합 장소는 종종 리우데자네이루 도심이었으며, 예를 들어 "아베니다"(현재 리우브랑쿠 거리), 아셈블레이아 거리, 곤살베스 지아스 거리, 오비도르 거리, 상 프란시스쿠 광장, 카리오카 광장, 우루과이아나 거리, 콜롬부 제과점, 파파가이오 카페, 파세이우 푸블리쿠, 그리고 닐루 페사냐의 집 등이었다. 테넨티스트 운동에 대한 감시는 페드루 이부 거리, 헤푸블리카 광장, 프라이아 베르멜랴와 같은 군부대 근처에서 수행되었다. 군인들이 집과 직장을 오가는 데 매일 사용했던 중앙 브라질 철도 주변에서는 자동차 순찰대가 운영되었다.

### 인용
1. ↑  “Decreto Nº 21.206 de 28 de março de 1932”.
2. ↑  Aragão 2021, 83-84쪽.
3. ↑  “Decreto de 20 de novembro de 1922”.
4. ↑  Cunha 2011, 49쪽.
5. 1 2 3  Bretas 1997, 28쪽.
6. ↑  Bretas 1997, 26-27쪽.
7. ↑  Cunha 2011, 46-47쪽.
8. ↑  Bretas 1997, 27-29쪽.
9. 1 2 3  Romani 2011, 171쪽.
10. ↑  Cunha 2011, 83-88쪽.
11. ↑  Cunha 2011, 160쪽.
12. 1 2  Bretas 1997, 30쪽.
13. ↑  Bretas 1997, 27-28쪽.
14. ↑  Furtado 2012, 55쪽.
15. ↑  Cunha 2011, 90-91쪽.
16. ↑  Furtado 2012, 56-57쪽.
17. ↑  Motta 2006, 56쪽.
18. 1 2  Romani 2011, 172쪽.
19. ↑  Pessoa 2018.
20. ↑  Ribeiro 2018, 363쪽.
21. 1 2  Meirelles 2002, 717쪽.
22. ↑  Cunha 2011, 88-90쪽.
23. ↑  Cunha 2011, 60쪽.
24. 1 2  Ribeiro 2018, 363-364쪽.
25. ↑  Cunha 2011, 77-78쪽.
26. ↑  Cunha 2011, 50쪽.
27. ↑  Cunha 2011, 59쪽.
28. ↑  Cunha 2011, 60, 78-79, 91-93, 97-98쪽.
29. ↑  Cunha 2011, 57, 77쪽.
30. ↑  Cunha 2011, 100쪽.
31. 1 2  Santos 2006, 465쪽.
32. ↑  Bretas 1997, 34쪽.
33. ↑  Cunha 2011, 81쪽.
34. ↑  Furtado 2012, 57-58쪽.
35. ↑  Cunha 2011, 56쪽.
36. ↑  Motta 2006, 57쪽.
37. ↑  Cunha 2011, 129쪽.
38. ↑  Cunha 2011, 161쪽.
39. ↑  Bretas 1997, 30-31쪽.
40. ↑  Santos 2006, 464쪽.
41. ↑  Cunha 2011, 151-152쪽.
42. 1 2  Bretas 1997, 33쪽.
43. ↑  Ribeiro 2018, 369쪽.
44. ↑  Cunha 2011, 159-161쪽.
45. ↑  Cunha 2011, 104-105쪽.
46. ↑  Aragão 2021, 87쪽.
47. ↑  Cunha 2011, 125쪽.
48. 1 2  Cunha 2011, 154쪽.
49. ↑  Cunha 2011, 92쪽.
50. ↑  Bretas 1997, 32쪽.
51. ↑  Meirelles 2002, 294-295쪽.
52. ↑  Meirelles 2002, 604쪽.
53. ↑  Cunha 2011, 126쪽.
54. ↑  Cascardo 2005, 399쪽.

### 참고 문헌
- Aragão, Isabel Lopez (2011). 《Da caserna ao cárcere - uma identidade militar-rebelde construída na adversidade, nas prisões (1922-1930)》 (PDF) (학위논문). Programa de Pós-Graduação em História da Universidade do Estado do Rio de Janeiro.
- Aragão, Isabel Lopez (2021). 《Identidade militar-revoltosa e exílio: perseguição, articulação e resistência (1922-1930)》 (PDF) (학위논문). Programa de Pós-Graduação em História Social da Universidade do Estado do Rio de Janeiro.
- Bretas, Marcos Luiz (1997). 《Polícia e polícia política no Rio de Janeiro dos anos 1920》. 《Revista do Arquivo Público do Estado do Rio de Janeiro》.
- Cascardo, Francisco Carlos Pereira (2005). 《O Tenentismo na Marinha: os primeiros anos — (1922 a 1924)》. São Paulo: Paz e Terra. ISBN 85-219-0766-4.
- Cunha, Ângela Britto da (2011). 《"A sala de detidos": atuação e ascenção da polícia política da capital federal do Brasil, 1920-1937》 (학위논문). Programa de Pós-Graduação em História, Política e Bens Culturais do Centro de Pesquisa e Documentação de História Contemporânea do Brasil.
- Furtado, Juliano Meira (2012). 《A atividade de inteligencia em Minas Gerais no raiar do século XXI: propostas de integração, disputas corporativas e busca por legitimidade (2000-2007)》 (PDF) (학위논문). Departamento de História da Universidade Federal de Minas Gerais.
- Gasparetto Júnior, Antonio (2018). 《Recursos Extremos da Administração Estatal: as declarações de estado de sítio na Primeira República brasileira》 (PDF) (학위논문). Programa de Pós-Graduação em História da Universidade Federal de Juiz de Fora.
- Meirelles, Domingos João (2002). 《As noites das grandes fogueiras: uma história da Coluna Prestes》 9판. Rio de Janeiro: Record.
- Motta, Rodrigo Patto Sá (2006). 《O ofício das sombras》 (PDF). 《Revista do Arquivo Público Mineiro》 42 (Belo Horizonte). 52–69쪽.
- Pessoa, Gláucio Tomaz de Aquino (2018). “Polícia do Distrito Federal (1889-1930)”. 《Memória da Administração Pública Brasileira》. 2024년 2월 24일에 확인함.
- Ribeiro, Felipe Castanho (2018). 《A paz, tranquilidade e garantia dos habitantes desta Capital: A atuação da Quarta Delegacia Auxiliar do Distrito Federal no ano de 1932》. 《Mosaico》 9 (FGV). 359–378쪽. doi:10.12660/rm.v9n14.2018.73214.
- Romani, Carlo (2011). 《Antecipando a era Vargas: a Revolução Paulista de 1924 e a efetivação das práticas de controle político e social》. 《Topoi》 12.
- Santos, Myrian Sepúlveda dos (2006). 《Os porões da República: a Colônia Correcional de Dois Rios entre 1908 e 1930》. 《Topoi》 7. 445–476쪽. doi:10.1590/2237-101X006013006.